# Kråktjärnen (Bygdeå socken, Västerbotten, 711112-174844)
Kråktjärnen är en sjö i Robertsfors kommun i Västerbotten och ingår i Dalkarlsån-Sävaråns kustområde. Sjön har en area på 0,0678 kvadratkilometer och ligger 10 meter över havet.

## Delavrinningsområde
Kråktjärnen ingår i det delavrinningsområde (711003-174802) som SMHI kallar för Rinner mot S Bottenvikens kustvatten. Medelhöjden är 13 meter över havet och ytan är 9,93 kvadratkilometer. Det finns inga avrinningsområden uppströms utan avrinningsområdet är högsta punkten. Avrinningsområdets utflöde mynnar i havet, utan att ha någon enskild mynningsplats. Avrinningsområdet består mestadels av skog (87 procent). Avrinningsområdet har 0,07 kvadratkilometer vattenytor vilket ger det en sjöprocent på 0,7 procent.